# Ponte (rione de Roma)

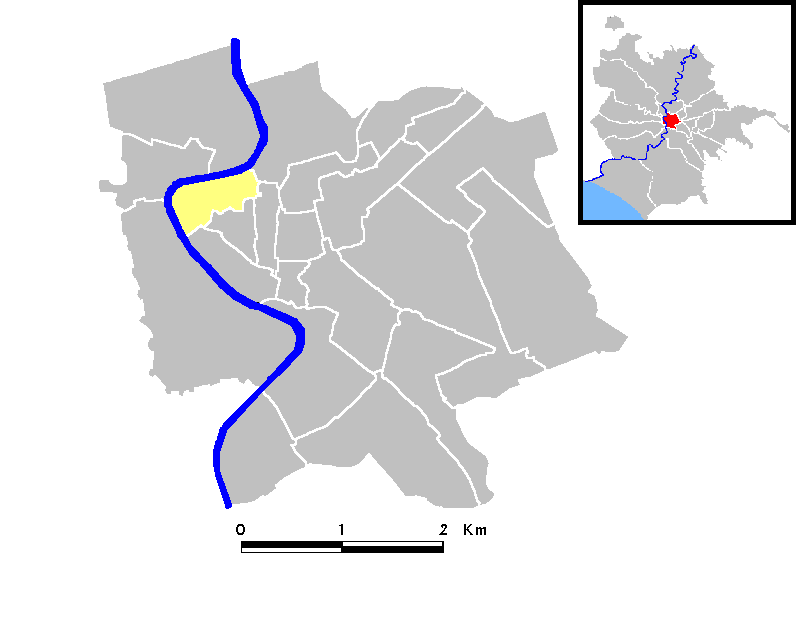
Mapa do Rione V - Ponte.

Ponte é um dos vinte e dois riones de Roma, oficialmente numerado como Rione V, localizado no Municipio I. Seu nome é uma referência à Ponte de Santo Ângelo, que liga Ponte com o rione Borgo e foi construída pelo imperador romano Adriano (chamada originalmente de Ponte Élio) em 134 para ligar seu mausoléu (o moderno Castelo de Santo Ângelo) ao resto da cidade. Apesar de o papa Sisto V ter alterado os limites do rione de modo que a ponte agora seja parte do Borgo, a área manteve seu nome.

## História

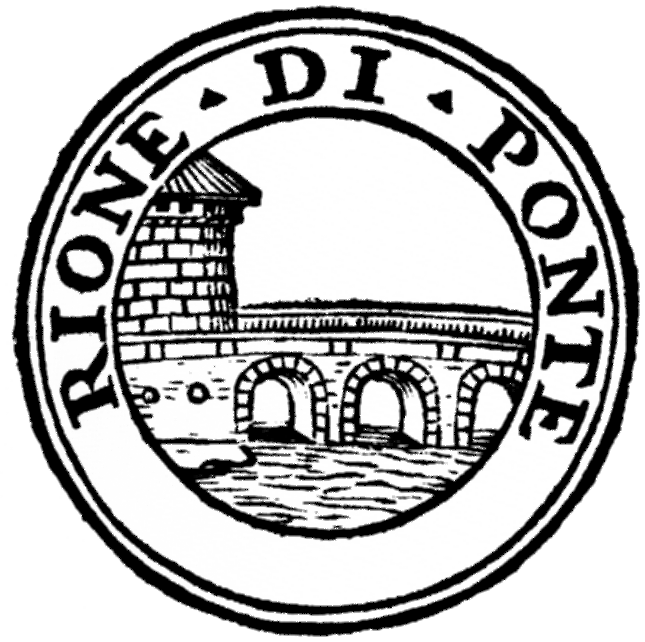
Brasão de Ponte: obviamente, uma ponte.

Na Roma Antiga, a área era parte da Região IX - Circo Flamínio entre as 14 regiões de Augusto, no vasto Campo de Marte. Nero construiu outra ponte, a Ponte Neroniana (em latim: Pons Neronianus) ou Ponte Triunfal (Pons Triumphalis), pois a via Triunfal (Via Triumphalis) passava sobre ela. A partir de Tito, todos os imperadores romanos vitoriosos que celebraram triunfos passaram a entrar na cidade marchando por ela.
A ponte de Nero era também chamada de Ponte Vaticana (Pons Vaticanus), pois ligava o Campo Vaticano (Ager Vaticanus) à margem esquerda do Tibre. Na Idade Média, esta ponte já estava em ruínas e passou a ser chamada de Ponte Quebrada (Pons Ruptus). Na Roma Antiga, havia ainda no local um porto fluvial destinado ao fluxo de materiais de construção para os templos e monumentos do Campo de Marte.
A região continuou bastante ativa durante a Idade Média e depois, o que praticamente eliminou os sinais da antiga Roma deste Roma. A população cresceu pois a população se mudou das colinas vizinhas, onde era difícil obter água depois que os aquedutos romanos pararam de funcionar, para Ponte, de onde se podia obtê-la diretamente no Tibre. Além disso, o rione estava perto da Ponte de Santo Ângelo, bem no caminho dos milhares de peregrinos que iam visitar o Vaticano.
No século XVI, este rione era muito importante por causa de suas ruas, como a Via Giulia e a Via dei Coronari, o que atraía a atenção das grandes famílias romanas, que passaram a construir residências no local com base em projetos de grandes artistas, o que só aumentou a fama do local.
Um evento comum na área eram as procissões lideradas por pessoas vestidas de preto, com o rosto coberto e levando um crucifixo nos ombros. Ele vinha na frente de uma carroça à qual estava acorrentado um condenado que beijava incessantemente uma imagem de Jesus. O destino da procissão era a praça em frente à Ponte de Santo Ângelo, onde ficava o patíbulo para enforcar o condenado.
Embora o rione Ponte fosse uma região rica, era também a região mais afetada pelas frequentes enchentes do Tibre.
A aparência do rione Ponte mudou completamente depois que Roma se tornou a capital da Itália unificada em 1870: as margens do rio foram alteradas para acabar com as enchentes e novas pontes foram construídas para ligar o Vaticano e o rione Prati ao resto de Roma. Todas as ruelas que levavam ao rio foram demolidas para abrir espaço para as obras à beira do rio, mas ainda é possível encontrar, no interior do rione, locais onde ainda é possível imaginar como a região se parecia antes das obras.

## Vias e monumentos
- Corso Vittorio Emanuele II
- Fonte da Piazza San Simeone
- Lungotevere degli Altoviti
- Lungotevere dei Fiorentini
- Lungotevere dei Sangallo
- Lungotevere Marzio
- Lungotevere Tor di Nona
- Monte Giordano
- Piazza dei Coronari
- Piazza Fiammetta
- Piazza Lancellotti
- Piazza dell'Orologio
- Piazza San Salvatore in Lauro
- Ponte Principe Amedeo Savoia Aosta
- Ponte Sant'Angelo
- Ponte Umberto I
- Ponte Vittorio Emanuele II
- Torre della Scimmia
- Tor Sanguigna
- Torre Scapucci (Torre della Scimmia)
- Torre dell'Orologio
- Via dei Banchi Vecchi
- Via dei Coronari
- Via Giulia

### Antiguidades romanas
- Ponte Neroniana

## Edifícios

### Palácios
- Albergo dell'Orso
- Casa Bonadies
- Casa di Carlo Maderno (Via dei Banchi Nuovi)
- Casa Crivelli (Palazzo dei Pupazzi)
- Casa di Fiammetta
- Casa di Fiammetta Michaelis (Via dei Coronari)
- Case dei Fiorentini (Piazza dell'Oro)
- Casa dei Fiorentini a Via Giulia (Via Giulia, 82)
- Casa dell'Ospizio dei Pellegrini Boemi (Via dei Banchi Vecchi)
- Casa di Petrus Paulus Ennius (Via della Vetrina, 16)
- Casa di Prospero Mochi
- Casa di Raffaello (Via Giulia, 85)
- Casa Sander (Via di Santa Maria dell'Anima, 66)
- Casa Sangalletti (Piazza dell'Oro)
- Casa di Teodoro Amayden
- Casa di Vicolo Cellini
- Palazzo Alberini
- Palazzo Altemps
- Palazzo Altoviti (demolido)
- Palazzo Amici
- Palazzo di Antonio Massimo
- Palazzetto Avila
- Palazzo Avila
- Palazzo del Banco di Santo Spirito
- Palazzo Bassi
- Palazzetto Bonaventura
- Palazzo Boncompagni Corcos
- Palazzo Capponi Stampa
- Palazzo Cesi-Gaddi
- Palazzo del Convento degli Agostiniani (Via dei Portoghesi)
- Palazzo Chiovenda
- Palazzo De Cupis (Via di Santa Maria dell'Anima, 16)
- Palazzo De Rossi
- Palazzo Del Drago
- Palazzo Gaddi Nicolini (Via del Banco di Santo Spirito, 42)
- Palazzo Gambirasi
- Palazzo del Gonfalone (Via del Gonfalone, 29)
- Palazzo Grossi Gondi
- Palazzo Lancellotti
- Palazzo Medici Clarelli
- Palazzo Milesi
- Palazzo dei Piceni (Piazza di San Salvatore in Lauro)
- Palazzo Primoli
- Palazzo Ruiz (Sacripante)
- Palazzo Sacchetti
- Palazzo Sampieri Olgiati
- Palazzo di Sant'Apollinare (Piazza di Sant'Apollinare)
- Palazzo Scapucci (Via dei Portoghesi)
- Palazzo Sforza Cesarini
- Palazzo Spada Bennicelli
- Palazzo Tanari
- Palazzo Taverna
- Palazzo dei Tribunali
- Palazzo Vecchiarelli
- Palazzetto del Vescovo di Cervia

### Outros edifícios
- Carceri di Tor di Nona
- Collegio Bandinelli
- Convento dei Filippini (Piazza dell'Orologio)
- Museo Criminologico
- Museo Mario Praz
- Museo Napoleonico di Roma
- Museo San Giovanni de' Fiorentini
- Oratorio dei Filippini
- Ospedale della Nazione Fiorentina (demolido)
- Ospizio di Santa Maria dell'Anima (Via della Pace, 20)
- Pio Sodalizio dei Piceni
- Pontifícia Universidade da Santa Cruz
- Teatro dei Coronari
- Teatro Tordinona

### Igrejas
- Sant'Apollinare
- San Biagio degli Armeni (San Biagio della Pagnotta)
- Santi Celso e Giuliano
- San Giovanni dei Fiorentini
- Santa Maria dell'Anima
- Santa Maria del Suffragio
- Santa Maria della Pace
- San Salvatore in Lauro

Igrejas desconsagradas
- San Celsino (Oratorio di San Celso)
- Oratorio del Gonfalone
- Santa Maria della Divina Provvidenza a Ponte
- Santi Simone e Giuda

Igrejas demolidas
- Sant'Anna dei Bresciani
- Sant'Angelo de Miccinellis (San Giuliano in Banchi)
- San Biagio della Fossa
- Santi Cosma e Damiano in Banchi (Sant'Elisabetta al Gonfalone)
- San Giovanni Decollato a Ponte Sant'Angelo
- Santi Innocenti
- Santa Maria in Posterula
- Santa Maria Maddalena (Rione Ponte)‎
- Santa Maria della Purificazione in Banchi
- Sant'Orsola della Pietà‎
- San Pantaleo iuxta Flumen‎ (San Pantaleo Affine)
- San Salvatore de Inversis‎
- San Salvatore in Primicerio (ou San Trifone)
- San Simeone Profeta

Templos não-católicos
- Chiesa evangelica metodista di Ponte Sant'Angelo